# Mohammad Ezodin Hosseini Zanjani
Pour les articles homonymes, voir Zanjani.
Mohammad Ezodin Hosseini Zanjani, (en persan : سید محمد عزالدین حسيني زنجانی), né le 1er février 1921 et décédé le 14 mai 2013, est un Marja-e taqlid chiite duodécimain iranien.
Il est le représentant du Guide de la Révolution à Zandjan lors de la prière du vendredi de 1979 à 1982.